# Danh sách người quyền lực nhất thế giới (Forbes)
Cuối năm 2009, tạp chí Forbes bắt đầu lập Danh sách những người quyền lực nhất thế giới sau Danh sách những phụ nữ quyền lực nhất thế giới (Forbes) được lập hàng năm từ 2004. Tiếp tục truyền thống này, hàng năm tạp chí lại lập danh sách những người này dựa trên tiêu chí nguồn nhân lực và tài chính mà họ ảnh hưởng, cũng như các sự kiện quốc tế chịu ảnh hưởng bởi họ.
Kết quả năm 2009 có 67 người, 2010 có 68, 2011 có 70 và 2012 có 71 người lọt vào danh sách. Những người đứng đầu danh sách theo thứ tự thời gian gồm có Barack Obama (2009), Hồ Cẩm Đào (2010), Barack Obama năm 2011 và 2012.

## Danh sách 2018
Danh sách tháng 4/2018

Những người quyền lực nhất thế giới
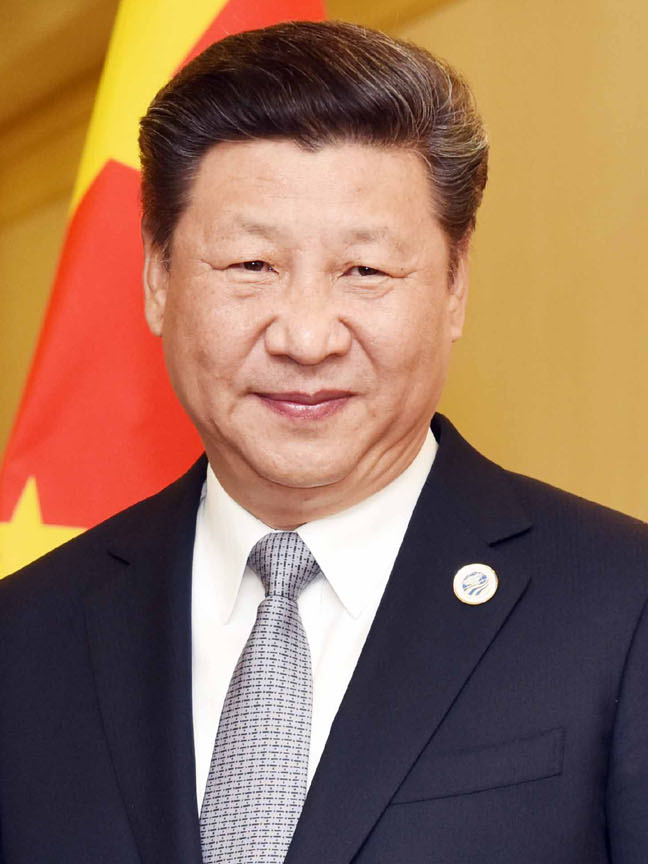
1: Tập Cận Bình Tổng Bí thư, Chủ tịch nước Trung Quốc
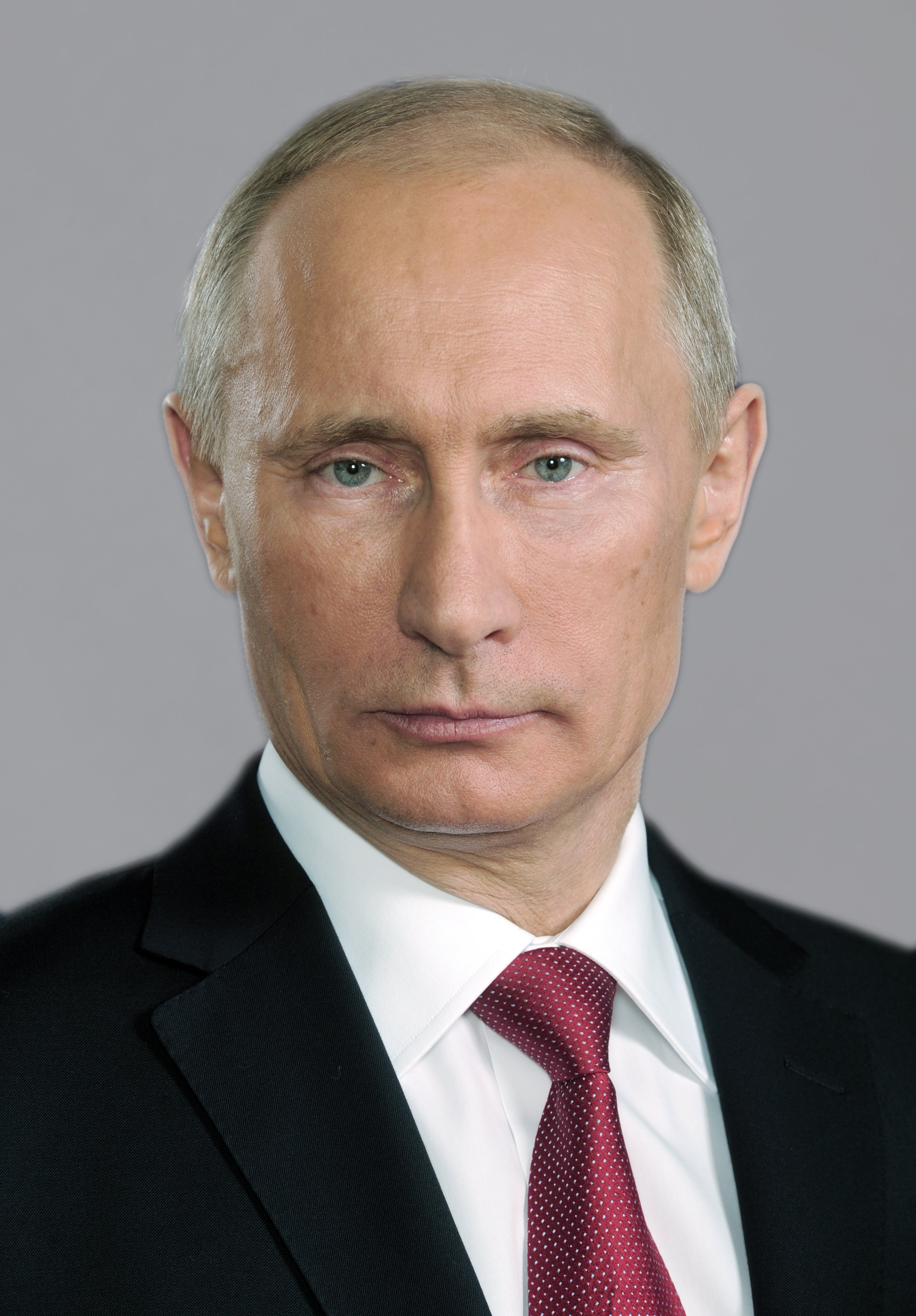
2: Vladimir Putin Tổng thống Nga
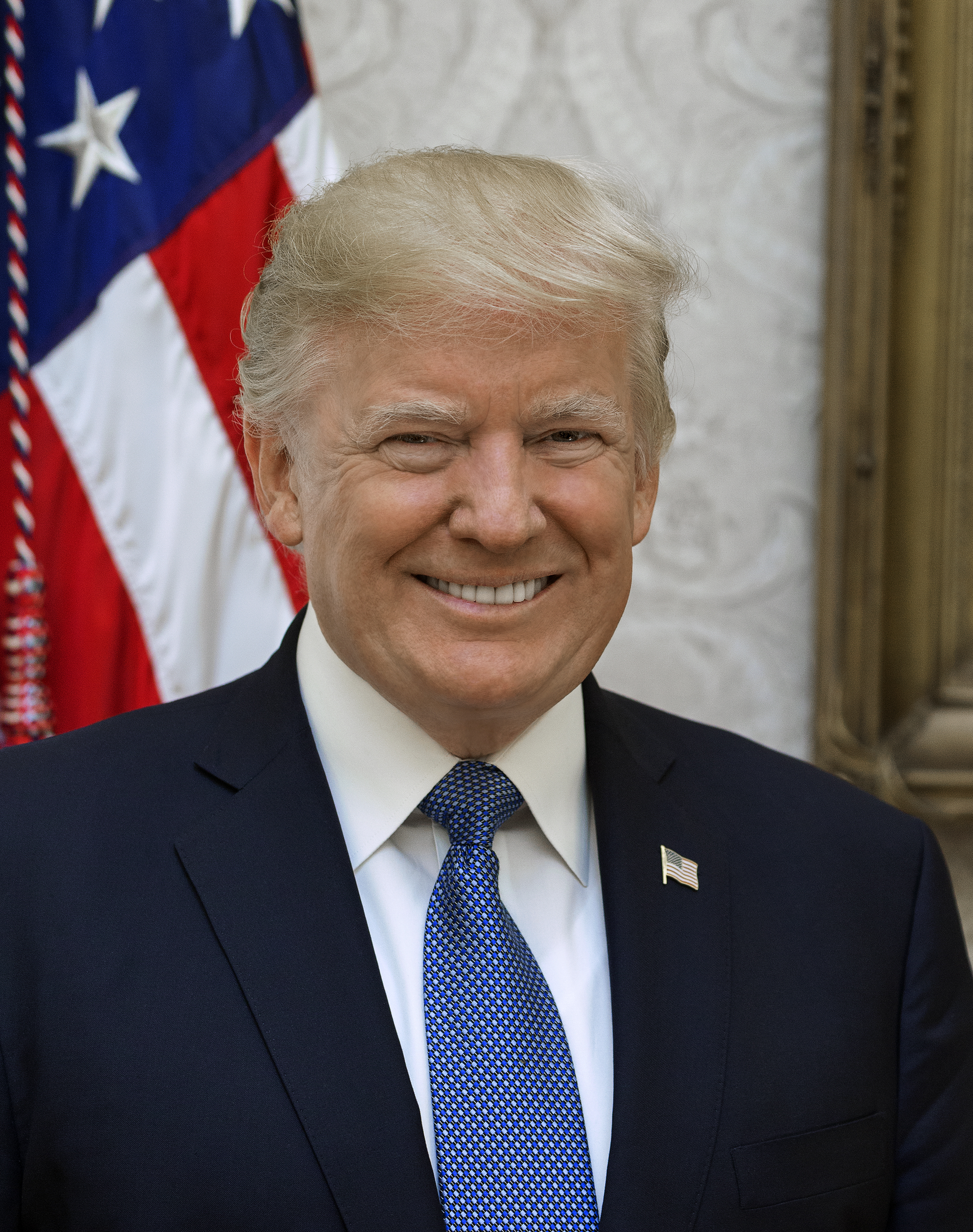
3: Donald Trump Tổng thống Hoa Kỳ
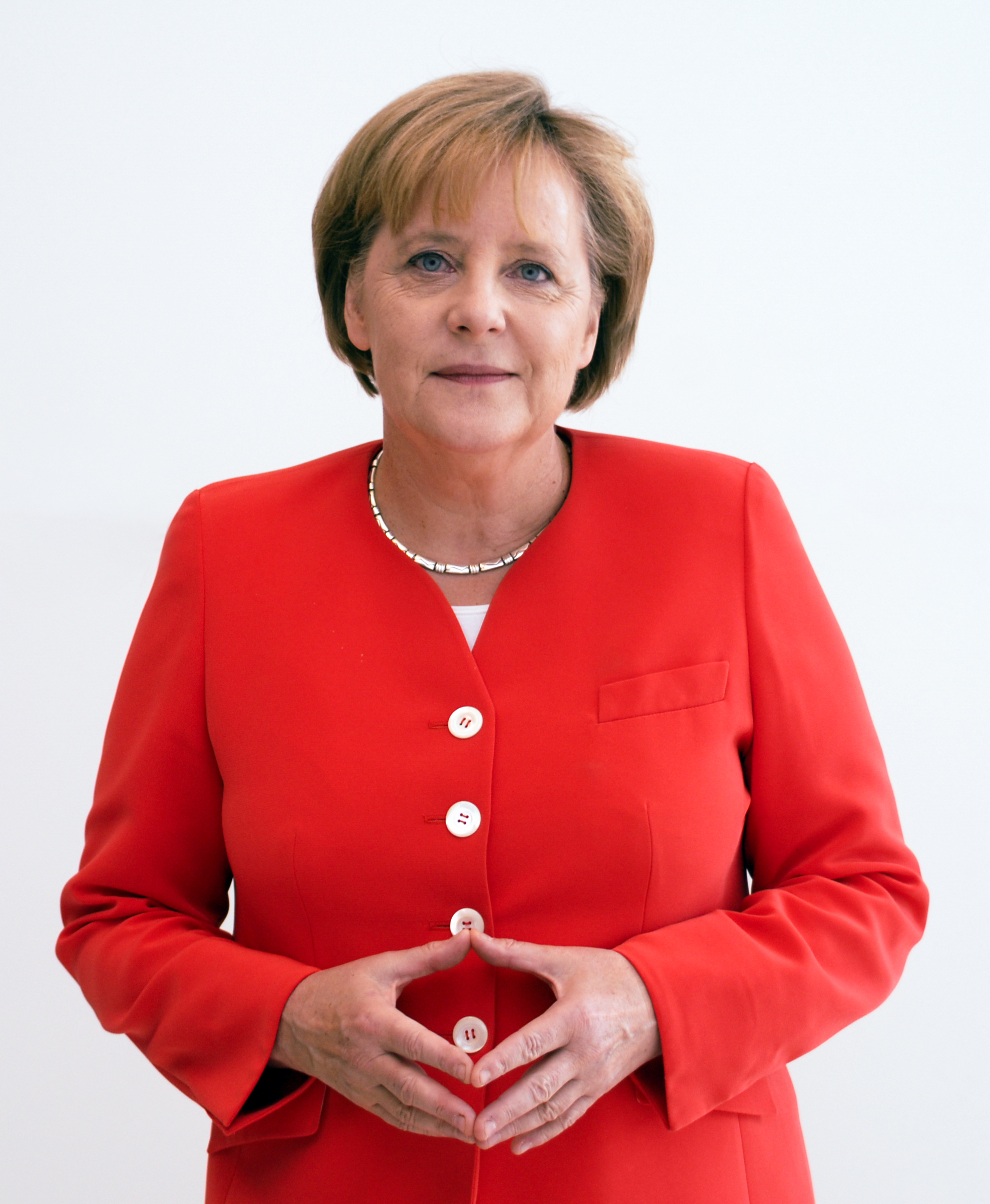
4: Angela Merkel (Thủ tướng Đức)
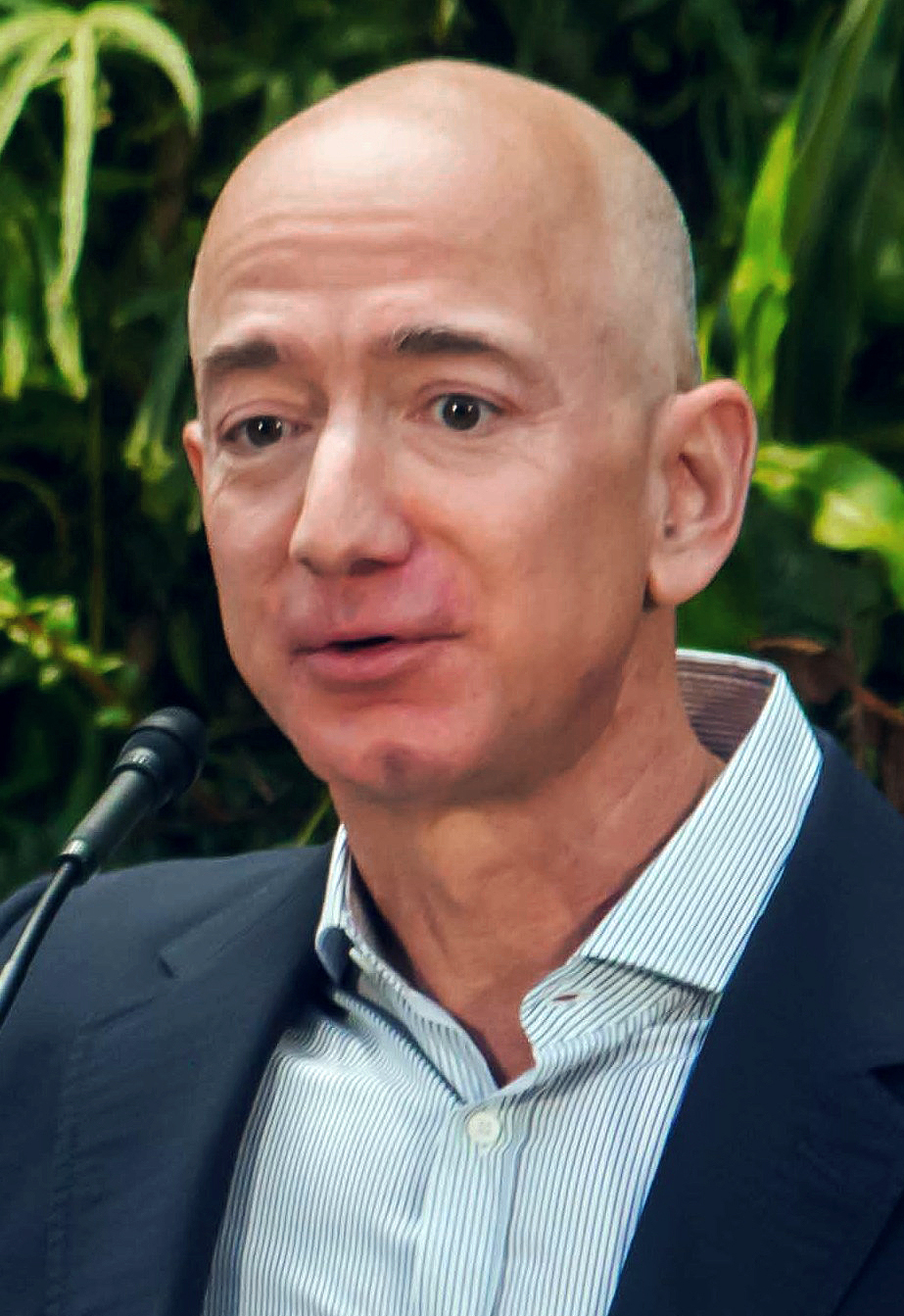
5: Jeff Bezos Chủ tịch và CEO của Amazon.com
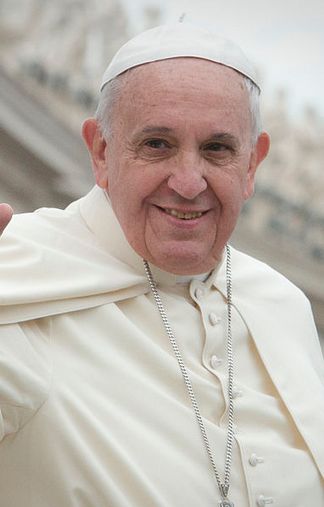
6: Giáo hoàng Francis (Giáo hoàng)
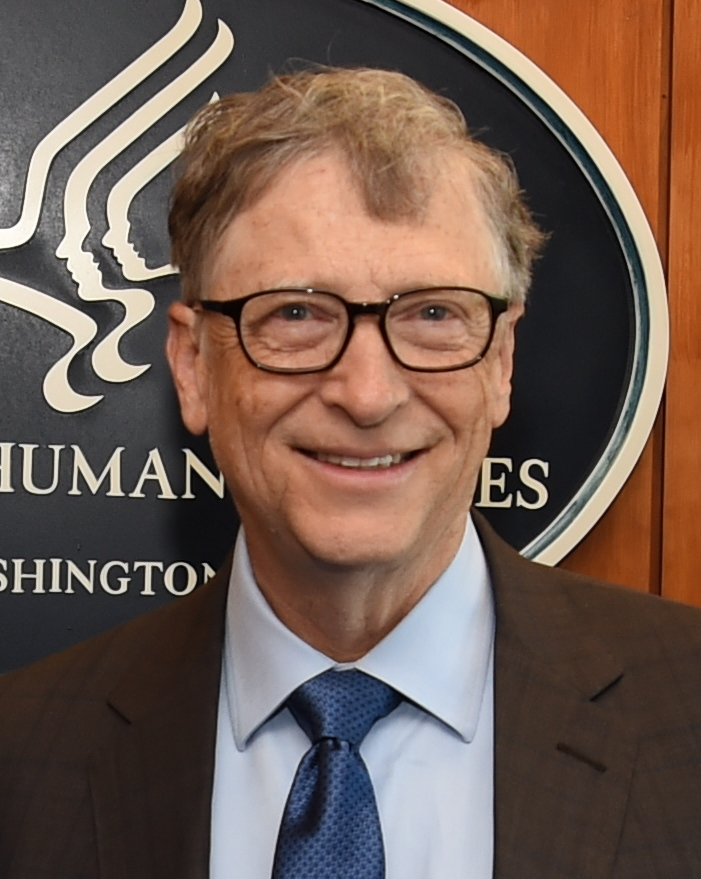
7: Bill Gates (Chủ tịch Microsoft)
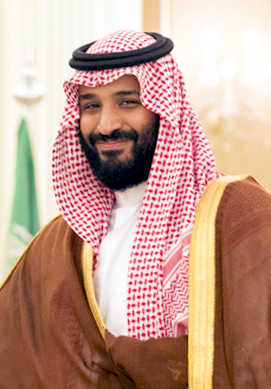
8:Mohammad bin Salman – (Thái tử Ả Rập Xê Út)
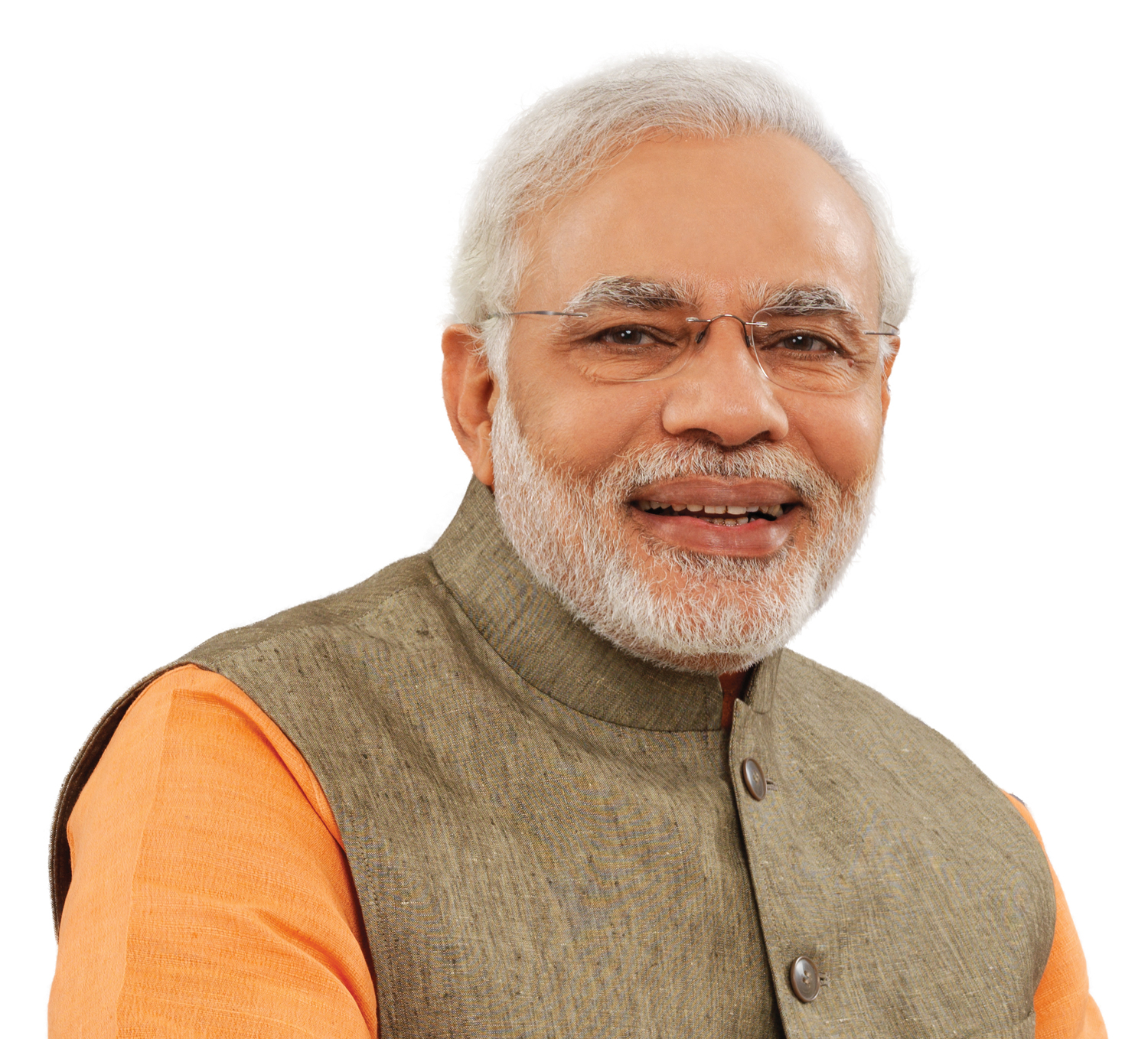
9: Narendra Modi (Thủ tướng Ấn Độ)
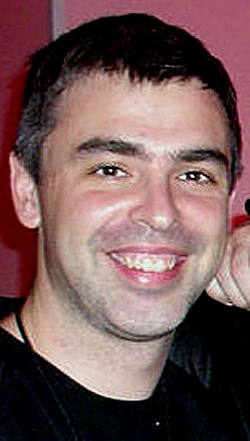
10:Larry Page (Sáng lập Google)

## Danh sách 2016
Danh sách năm 2016 được công bố ngày 5 tháng 12 năm 2016 gồm 10 người trên tổng số dân 7,1 tỷ toàn thế giới
| Số thứ tự | Cá nhân         | Chức vụ                                                                         |
| --------- | --------------- | ------------------------------------------------------------------------------- |
| 1         | Vladimir Putin  | Tổng Thống Ngav                                                                 |
| 2         | Tập Cận Bình    | Tổng Bí thư Đảng Cộng sản Trung Quốc, Chủ tịch nước Cộng hòa Nhân dân Trung Hoa |
| 3         | Donald Trump    | Tổng Thống Hoa Kỳ                                                               |
| 4         | Janet Yellen    | Chủ tịch thứ 15 của FED                                                         |
| 5         | Bill Gates      | Đồng sáng lập Microsoft                                                         |
| 6         | Larry Page      | Đồng sáng lập Google, CEO Alphabet Inc.                                         |
| 7         | Narendra Modi   | Thủ tướng Ấn Độ                                                                 |
| 8         | Mark Zuckerberg | Đồng sáng lập, CEO Facebook                                                     |